# Piz Calderas
Piz Calderas to szczyt w paśmie Albula, w Alpach Retyckich. Leży w południowo-wschodniej Szwajcarii, w kantonie Gryzonia. W pobliżu znajduje się schronisko Jenatsch (2652 m). Blisko znajdują się również przełęcz Julier oraz wioski Sur i Mulegns. Piz Calderas sąsiaduje z Piz d’Err.
Na południe od szczytu leży lodowiec „Vadret Calderas”, a na północy „Vadret d’Err”.